# Большеохтинский проспект
Большео́хтинский проспект — проспект в Красногвардейском районе Санкт-Петербурга. Меридиональная магистраль в историческом районе Большая Охта. Проходит от Красногвардейской площади до шоссе Революции. За площадью на юг переходит в проспект Шаумяна. Параллелен Свердловской набережной и Среднеохтинскому проспекту.

## История
Участок Большеохтинского проспекта от Красногвардейской площади до Большой Пороховской улицы возник в 1820-х годах и получил современное название в 1956 году (ранее носил название Большой Охтенский проспект и Больше-Охтенский проспект). 14 августа 1958 года к Большеохтинскому проспекту была присоединена Горушечная улица, проходившая от Большой Пороховской улицы до шоссе Революции (ранее Горюшская улица и Горушинская улица), тогда же часть Большеохтинского проспекта от Пискарёвского проспекта до Большой Пороховской улицы была включена в состав Свердловской набережной.

## Пересечения
С юга на север (по увеличению нумерации домов) Большеохтинский проспект пересекают следующие улицы:
- Красногвардейская площадь с примыканием проспекта Шаумяна, Якорной улицы и Среднеохтинского проспекта;
- Конторская улица — пересечение;
- улица Молдагуловой — примыкание;
- Цимлянская улица — примыкание;
- Тарасова улица — примыкание;
- Панфилова улица — примыкание;
- Миронова улица — примыкание;
- Большая Пороховская улица — примыкание пешеходного участка;
- Краснодонская улица — примыкание;
- Синявинская улица — примыкание;
- шоссе Революции — Большеохтинский проспект примыкает к нему.

## Транспорт
Ближайшая станция метро — «Новочеркасская» 4-й (Правобережной) линии (около 1,5 км по прямой от начала проспекта), для конца проспекта — также «Площадь Ленина» 1-й (Кировско-Выборгской) линии (около 3,0 км по прямой).
По Большеохтинскому проспекту проходят автобусные маршруты № 22 (на север), 105, 181 (на юг), 295.

## Застройка

### Исторические здания
- Дом 5/10, корпус 1 — объединён в 1950-х из трёх двухэтажных и одного четырёхэтажного дома в стиле модерн дореволюционной постройки[6].
- Дом 21 — дореволюционный дом в кирпичном стиле, надстроено мансардой после 1990-х[6].
- Дом 23 — историческое здание 1890-х годов, перестроено в 1950-х[6].
- Дом 25/5 — два дореволюционных двухэтажных дома, объединены и надстроены в 1950-х[6].

### Общественно значимые объекты
- детский сад № 34 — дом 1, корпус 2;
- памятник Петру I — у дома 1;
- пожарная часть № 12 16-го отряда федеральной противопожарной службы (у пересечения с Конторской улицей) — дом 3;
- гостиница «Охтинская» (у примыкания Цимлянской улицы) — дом 4;
- детский сад № 18 — в доме 6;
- стоматологическая поликлиника № 8 — в доме 27;
- детский сад № 14 (второе здание) — в доме 14;
- женская консультация № 9 — дом 33, корпус 3;
- школа № 140 — дом 18;
- сад «Нева» (напротив конца проспекта, за шоссе Революции).